# نبي كندي (تشالدران)
نبي كندي (بالفارسية: نبی‌کندی) هي قرية تقع في أذربيجان الغربية في إيران. يقدر عدد سكانها بـ 93 نسمة .